# 二上山駅
二上山駅（にじょうざんえき）は、奈良県香芝市畑四丁目にある、近畿日本鉄道（近鉄）南大阪線の駅。駅番号はF19。

## 歴史
- 1929年（昭和4年）3月29日：大阪鉄道の古市 - 久米寺（現在の橿原神宮前）間開通時に開業[1]。
- 1943年（昭和18年）2月1日：関西急行鉄道が大阪鉄道を合併[1]。関西急行鉄道天王寺線の駅となる。
- 1944年（昭和19年）6月1日：戦時統合により関西急行鉄道が南海鉄道（現在の南海電気鉄道の前身。後に再独立）と合併[1]。近畿日本鉄道南大阪線の駅となる。
- 2007年（平成19年）4月1日：PiTaPa使用開始[2]。

## 駅構造
相対式2面2線のホームを持つ地上駅である。改札・コンコースともに地上にある。出入口は1番線ホームにあり、反対側の2番線ホームへは構内踏切で連絡している。ホーム有効長は4両分。
有人駅で、PiTaPa・ICOCA対応の自動改札機および自動精算機（回数券カードおよびICカードのチャージに対応）が設置されている。
なお、あべの橋方面には渡り線があり、2番線から大阪阿部野橋方面への発車も可能。1番線横に側線がある。

### のりば
| のりば | 路線       | 方向 | 行先             |
| ------ | ---------- | ---- | ---------------- |
| 1      | F 南大阪線 | 下り | 橿原神宮前方面   |
| 2      | F 南大阪線 | 上り | 大阪阿部野橋方面 |

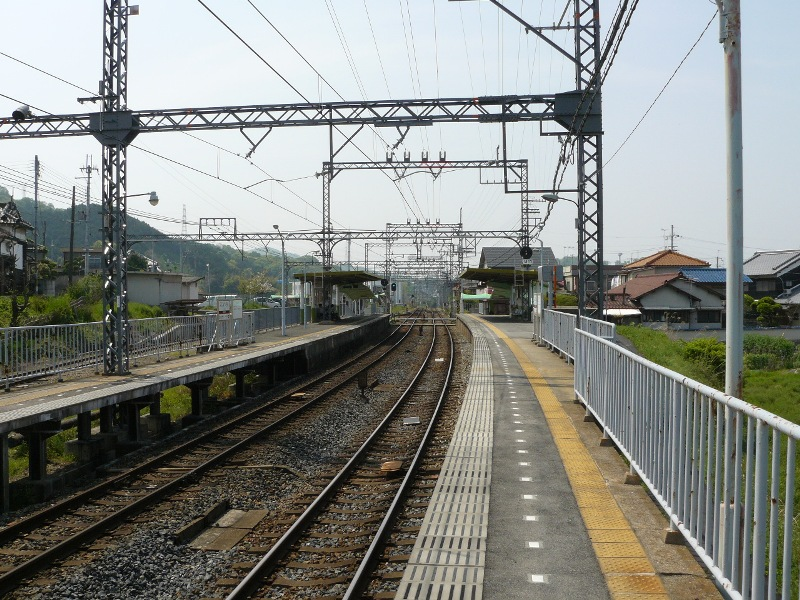
ホーム（橿原神宮前方面より）

## 当駅乗降人員
近年における1日乗降人員の調査結果は以下の通り。800ｍ北側にある近鉄大阪線二上駅を利用する人が多い傾向にある。
- 2023年11月7日：1,926人
- 2022年11月8日：1,224人
- 2021年11月9日：1,144人
- 2018年11月13日：1,192人
- 2015年11月10日：1,141人
- 2012年11月13日：1,044人
- 2010年11月9日：1,085人
- 2008年11月18日：1,237人
- 2005年11月8日：1,400人

## 利用状況
近年の1日平均乗車人員は以下の通りである。
| 年度               | 1日平均 乗車人員 |
| ------------------ | ---------------- |
| 1995年（平成7年）  | 681              |
| 1996年（平成8年）  | 675              |
| 1997年（平成9年）  | 629              |
| 1998年（平成10年） | 647              |
| 1999年（平成11年） | 646              |
| 2000年（平成12年） | 647              |
| 2001年（平成13年） | 638              |
| 2002年（平成14年） | 611              |
| 2003年（平成15年） | 603              |
| 2004年（平成16年） | 618              |
| 2005年（平成17年） | 605              |
| 2006年（平成18年） | 579              |
| 2007年（平成19年） | 587              |
| 2008年（平成20年） | 612              |
| 2009年（平成21年） | 584              |
| 2010年（平成22年） | 568              |
| 2011年（平成23年） | 575              |
| 2012年（平成24年） | 573              |
| 2013年（平成25年） | 567              |
| 2014年（平成26年） | 592              |
| 2015年（平成27年） | 601              |
| 2016年（平成28年） | 620              |
| 2017年（平成29年） | 632              |
| 2018年（平成30年） | 643              |
| 2019年（令和元年） | 632              |

## 駅周辺
- 二上山
- 大津皇子墓（二上山雄岳山頂付近）
- 専称寺
- 春日神社
- 屯鶴峯
- 二上駐在所
- 香芝二上郵便局
- 香芝市立二上小学校
- 近鉄二上山駅自転車駐車場
- 二上駅 - 近鉄大阪線（当駅北約1km、徒歩20分程度）

## バス路線
香芝市コミュニティバス
- 真美ヶ丘・穴虫ルートの二上小学校前停留所が、当駅より北東に200メートルの国道165号上に設置されている。
  - 木曜と一部の祝日および年末年始（12月27日から翌年1月4日）を除き、毎日運行されているが、1日数便のみとなっている。

## 隣の駅
近畿日本鉄道
F 南大阪線
■急行・■区間急行
通過
■準急・■普通
上ノ太子駅 (F18) - 二上山駅 (F19) - 二上神社口駅 (F20)